# Artabaze
Artabaze (Ἀρταβάζης; ... – Faenza, 542) è stato un militare armeno, già comandante dell'esercito dell'impero Sasanide o secondo impero persiano, poi passato al servizio dell'esercito dell'Impero bizantino nei cui ranghi prese parte alla Guerra Gotica.
Fu ucciso poco prima della Battaglia di Faenza. La fonte principale su di lui è Procopio.

## Biografia
Artabaze era un guerriero di origine armene, che fu comandante dei persiani inviati da Belisario a Bisanzio dopo che il generale bizantino si era impadronito della fortezza di Sisaurano. Da quel momento Artabaze passò a formare parte dell'esercito bizantino. Poco tempo dopo fu inviato in Italia. Era presente tra le truppe bizantine che si dirigevano ad espugnare Verona, la quale era nelle mani dei goti. Le forze bizantine sommavano all'incirca 12.000 uomini, sotto il comando di Costanziano e del logoteta Alessandro, detto Forficula, cioè Forbicina.
I bizantini, tramite un tal Marciano, riuscirono a corrompere una delle sentinelle gote, che s'impegnò nottetempo a permettere l'accesso in città alle truppe imperiali. I comandanti bizantini ritennero però conveniente che, inizialmente, solo uno di loro andasse in avanscoperta con pochi uomini: se la sentinella avesse effettivamente aperto loro le porte come promesso, questi pochi uomini le avrebbero tenute in attesa dell'arrivo del resto dell'esercito. Artabaze si offrì per l'impresa. Scelse allora da tutti i reparti 100 uomini e a notte fonda si portò sotto le mura. Quando la sentinella aprì le porte secondo l'accordo, i bizantini si portarono sugli spalti e uccisero quanti erano di guardia. Quando i goti si accorsero del disastro, pensando che l'intero esercito bizantino fosse penetrato in città, fuggirono da Verona per la porta opposta a quella da cui erano entrati i nemici e accamparono su una altura fuori della cinta muraria, da dove, di giorno, avrebbero potuto vedere cosa accadeva all'interno.
Artabaze aveva brillantemente portato a buon fine la sua missione. Ma, incredibilmente, il resto dell'esercito bizantino tardó ad avanzare verso la città, poiché i generali trascorsero la notte a litigare sulla spartizione delle ricchezze che avrebbero trovato una volta entrati in Verona. Quando si fece giorno, i goti dall'alto si resero conto sia della poca consistenza dei bizantini che erano penetrati nottetempo in città, sia della distanza da cui si trovava da Verona il resto delle truppe, per cui si affrettarono a tornare in città per la stessa porta dalla quale erano fuggiti. Artabaze e i suoi cercarono scampo sugli spalti della cinta, ma furono assaliti dai goti che li superavano in numero.
Quando finalmente i generali bizantini si accordarono sulla spartizione del bottino e mossero verso Verona con tutte le forze a loro disposizione, vi trovarono le porte chiuse ed i nemici che le difendevano con grande vigore, sicché si ritirarono in gran fretta, benché vedessero che Artabaze e i suoi uomini stavano combattendo dentro la cinta e li scongiuravano di non abbandonarli.
Così gli uomini di Artabaze, sopraffatti dal numero dei nemici, vennero quasi tutti uccisi nel combattimento ed il resto, tranne alcuni fortunati,  trovò la morte gettandosi giú dalle mura. Tra i pochi che sopravvissero alla caduta dalle mura vi fu Artabaze, che giunto al campo bizantino, dopo aver scagliato ingiurie ed improperi contro tutti gli altri, li seguì nella ritirata verso Faenza, dove l'esercito bizantino accampò presso il fiume Lamone.
Quando il re dei goti Totila apprese questi avvenimenti si diresse a Faenza con il suo esercito, che ammontava a 5.000 uomini. Artabaze cercò invano di convincere i suoi superiori ad attaccare l'esercito di re Totila mentre si trovava a passare il fiume, approfittando della confusione che avrebbe causato questo attacco imprevisto, ma la sua proposta fu scartata dai comandanti bizantini.
Procopio racconta che quando i due eserciti si trovavano uno di fronte all'altro, uno dei goti, di nome Valari, di grande corporatura e aspetto terrificante, spronò il cavallo in avanti e si piantò in mezzo ai due schieramenti, sfidando uno qualsiasi dei bizantini ad essere così coraggioso da combattere con lui. L'unico che accettò la sfida fu proprio Artabaze, che riuscì nell'impresa di uccidere il suo gigantesco nemico, ma risultò anch'egli ferito e morì poco dopo.  Procopio ne tesse le lodi, definendolo un gran soldato
Finalmente la battaglia di Faenza fu vinta dall´esercito di Totila, che da quel momento prese l'iniziativa della guerra e mandò un esercito ad assediare Firenze mentre egli dava inizio alla riconquista dell'Italia finita sotto dominio dei bizantini.